# Arthur Martin-Leake
Arthur Martin-Leake (ur. 4 kwietnia 1874 w High Cross, Hertfordshire; zm. 22 czerwca 1953 tamże) – oficer brytyjski, lekarz, kawaler Krzyża Wiktorii, najwyższego odznaczenia wojskowego przyznawanego za waleczność w obliczu wroga członkom sił zbrojnych Wielkiej Brytanii i krajów Wspólnoty Narodów. Był pierwszą w historii i jak dotąd jedną z trzech osób, które otrzymały Krzyż Wiktorii dwukrotnie.

## Życiorys
Po raz pierwszy Krzyż Wiktorii przyznano mu w 1902 r. podczas II wojny burskiej. Kapitan Martin-Leake był wtedy chirurgiem w południowoafrykańskich siłach policyjnych, a następnie w korpusie medycznym Armii Brytyjskiej (Royal Army Medical Corps). 8 lutego wszedł na linię ognia, by opatrzyć rannego żołnierza. Następnie podjął próbę pomocy ostrzeliwanemu oficerowi, który znajdował się ok. 100 metrów dalej. W efekcie sam został postrzelony, ale mimo to starał się udzielić pomocy rannemu tak długo, aż sam padł z wyczerpania. Nawet wtedy odmówił przyjęcia wody czekając, by oficer został opatrzony.
Ponowne odznaczenie wiązało się z początkiem I wojny światowej. W dniach od 29 października do 8 listopada 1914 podczas walk pod Zonnebeke w Belgii porucznik Martin-Leake pomimo ciężkiego ostrzału z oddaniem spełniał swój lekarski obowiązek i uratował wielu rannych leżących blisko linii wroga. 
W późniejszym czasie Martin-Leake awansował do rangi podpułkownika. Jego Krzyż Wiktorii jest wystawiony w Army Medical Services Museum (Muzeum Oddziałów Medycznych) w Aldershot w Anglii.

## Odznaczenia
- Victoria Cross – dwukrotnie: 1902, 1914
- Queen’s South Africa Medal – z klamrami: Cape Colony, Transvaal, Wittebergen
- King’s South Africa Medal – z klamrami: South Africa 1901, South Africa 1902
- 1914 Star – z klamrą 5 Aug to 22 Nov 1914
- British War Medal
- Victory Medal z okuciem Mentioned in Despatches
- King George V Silver Jubilee Medal
- King George VI Coronation Medal
- Queen Elizabeth II Coronation Medal
- Colonial Auxiliary Forces Officers' Decoration
- Order Zasługi Czerwonego Krzyża – Czarnogóra